# Shahrak-e Nūr
Shahrak-e Nūr (persiska: شهرک نور) är en ort i Iran.   Den ligger i provinsen Chahar Mahal och Bakhtiari, i den centrala delen av landet, 500 km söder om huvudstaden Teheran. Shahrak-e Nūr ligger 1 999 meter över havet och antalet invånare är 117.
Terrängen runt Shahrak-e Nūr är bergig söderut, men norrut är den kuperad.Runt Shahrak-e Nūr är det ganska glesbefolkat, med 38 invånare per kvadratkilometer. Närmaste större samhälle är Lordegān, 13,6 km norr om Shahrak-e Nūr. Omgivningarna runt Shahrak-e Nūr är i huvudsak ett öppet busklandskap.